# Fujiwara no Maro
Fujiwara no Maro (藤原 麻呂) (695, mort le 17 août 737) est un homme d'État, courtisan et politicien japonais de l'époque de Nara. Membre du clan Fujiwara, il est le fils de Fujiwara no Fuhito et a trois frères : Fusasaki, Fujiwara no Muchimaro et Fujiwara no Umakai. Lui et ses frères sont connus pour avoir établi les « Quatre maisons » des Fujiwara.
Sa mère est Ioe no Iratsume, ancienne épouse de l'empereur Temmu. Il est le père de Fujiwara no Hamanari.
Ministre (sakyō no dayū) durant le règne de l'empereur Shōmu, Maro meurt à l'âge de 43 ans d'une épidémie de variole qui emporte aussi ses trois frères en 737 (Tenpyō 9, 7e mois).